# Erdeni Uula (berg i Mongoliet, Töv)
Erdeni Uula är ett berg i Mongoliet. Det ligger i provinsen Töv, i den östra delen av landet, 150 km öster om huvudstaden Ulan Bator. Toppen på Erdeni Uula är 2 084 meter över havet.
Terrängen runt Erdeni Uula är huvudsakligen kuperad.  Trakten runt Erdeni Uula är nära nog obefolkad, med färre än två invånare per kvadratkilometer. Det finns inga samhällen i närheten. Trakten runt Erdeni Uula består i huvudsak av gräsmarker.